# جبل سكارفيس (نيويورك)
جبل سكارفيس، هي قمة جبلية تقع في جبال أديرونداك في ولاية نيويورك في الولايات المتحدة. وهي تقع في بلدة شمال إلبا.